# Spíli
Spíli (grec moderne : Σπήλι) est le chef lieu du dème d’Ágios Vasílios et du district municipal de Lámpi, dans le district régional de Réthymnon, dans le centre ouest de la Crète, sur le versant sud-ouest du mont Psiloritis. La ville est le siège d'un évêché orthodoxe, la métropole de Lambi, Syvritos et Sfakia, dont l'église cathédrale est dédiée à saint Paul.

## Présentation

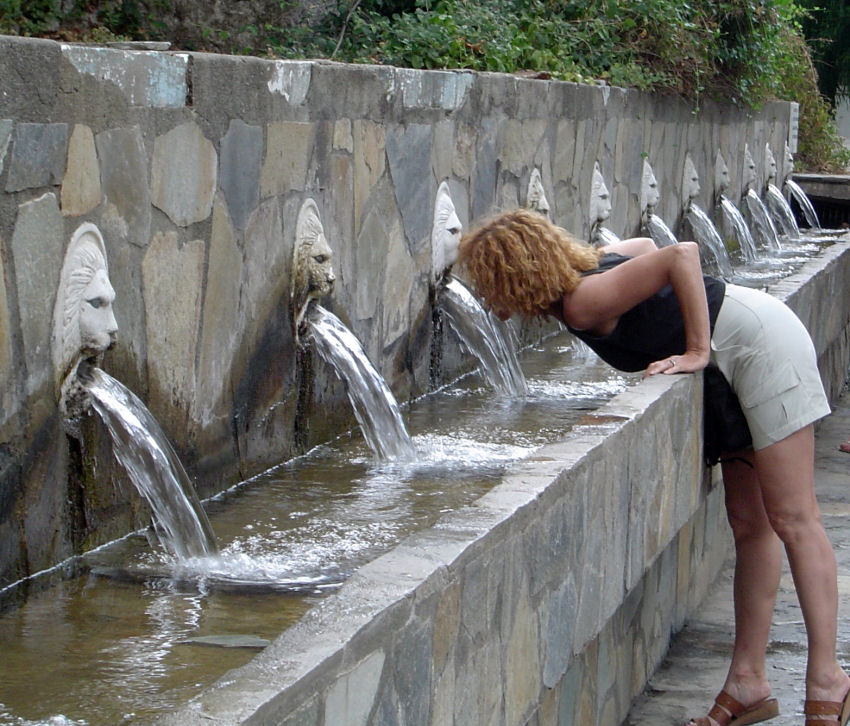
Fontaine vénitienne de Spíli.

C'est une étape touristique, on y trouve notamment une fontaine de l'époque vénitienne formée d'une vingtaine de têtes de lions.